# Spanische Badmintonmeisterschaft 2022
Die Spanische Badmintonmeisterschaft 2022 war die 41. Auflage der spanischen Titelkämpfe in dieser Sportart. Sie fand vom 6. bis zum 8. Mai 2022 in Madrid statt.

## Die Sieger und Platzierten
| Disziplin    | Gold                      | Silber                        | Bronze                           |
| ------------ | ------------------------- | ----------------------------- | -------------------------------- |
| Herreneinzel | Pablo Abián               | Enrique Peñalver              | Ernesto Baschwitz                |
| Herreneinzel | Pablo Abián               | Enrique Peñalver              | Carlos Piris                     |
| Dameneinzel  | Cristina Teruel           | Laura Santos                  | Ana Caballero                    |
| Dameneinzel  | Cristina Teruel           | Laura Santos                  | Nikol Carulla                    |
| Herrendoppel | Joan Monroy Carlos Piris  | Ernesto Baschwitz Alvaro Leal | Javier Abián Pablo Abián         |
| Herrendoppel | Joan Monroy Carlos Piris  | Ernesto Baschwitz Alvaro Leal | Jacobo Fernandez Rubén García    |
| Damendoppel  | Nerea Ivorra Claudia Leal | Sara Ezquerro Laura Valverde  | Myriam Alonso Celia Ibañez       |
| Damendoppel  | Nerea Ivorra Claudia Leal | Sara Ezquerro Laura Valverde  | Ana Ramirez Maria Rodriguez      |
| Mixed        | Jaume Perez Claudia Leal  | Alvaro Leal Paula López       | José Molares Elena Lorenzo       |
| Mixed        | Jaume Perez Claudia Leal  | Alvaro Leal Paula López       | Pelayo Lucas Pinto Carlota Viejo |